# Aristolochia tequilana
Aristolochia tequilana là một loài thực vật có hoa trong họ Aristolochiaceae. Loài này được S.Watson mô tả khoa học đầu tiên năm 1887.